# Wuhe, Guangdong
Wuhe (kinesiska: 五和) är en köping i sydöstra Kina. Den ligger i Guangning härad i staden Zhaoqing i provinsen Guangdong, omkring 100 kilometer väster om provinshuvudstaden Guangzhou. Antalet invånare är 17 639. Befolkningen består av 8 785 kvinnor och 8 854 män. Barn under 15 år utgör 22,0 %, vuxna 15-64 år 67 %, och äldre över 65 år 10,0 %.